# Klaus-Dieter Felsmann
Klaus-Dieter Felsmann (* 1951 in Berlin) ist ein deutscher Filmpublizist und Medienpädagoge.

## Leben
Seit einem Studium der Germanistik und Geschichte wirkt Klaus-Dieter Felsmann als Publizist. Von 1997 bis 2013 war er Leiter der Buckower Mediengespräche und Herausgeber der begleitenden Schriftenreihe.
Felsmann verfasst regelmäßig Gastbeiträge in diversen Publikationen, darunter der Filmspiegel, tv-diskurs, die Kinder- und Jugendfilm Korrespondenz (KJK) und der Filmdienst. Ein Schwerpunkt seiner publizistischen Tätigkeit liegt auf dem Gebiet des DEFA-Films. In der Schriftenreihe der DEFA-Stiftung widmete er sich neben dem Kinderfilm und der Filmmusik auch dem DEFA-Spielfilm als Quelle zeitgeschichtlicher Deutung. Regelmäßig moderiert Klaus-Dieter Felsmann Filmgespräche und kuratiert Filmreihen für Filmfestivals. Im Bereich der Filmbildung bringt er Kindern und Jugendlichen Filmgeschichte nahe und gibt Fortbildungen für Lehrkräfte. Von 2010 bis 2016 war er BKM-Jurymitglied für die Förderung von Kinderfilmprojekten. Felsmann tritt auch als Prüfer für die Freiwillige Selbstkontrolle Fernsehen (FSF) und als Hauptausschussvorsitzender für die Freiwillige Selbstkontrolle der Filmwirtschaft (FSK) in Erscheinung. 2023 wurde er von der DEFA-Stiftung für sein Engagement mit einem Programmpreis ausgezeichnet.
Klaus-Dieter Felsmann lebt mit seiner Frau, der Autorin und Journalistin Barbara Felsmann (* 1956), in Vierlinden in Brandenburg.

## Schriften (Auswahl)
- Deutsche Kinderfilme aus Babelsberg. Werkstattgespräche – Rezeptionsräume. Schriftenreihe der DEFA-Stiftung, Berlin 2010, ISBN 978-3-00-030098-1
- Klang der Zeiten: Musik im DEFA-Spielfilm. Eine Annäherung. Bertz + Fischer Verlag, Berlin 2013, ISBN 978-3-86505-402-9.
- Peter M. Gotthardt – 50 Jahre Filmmusik: Aufsätze, Interviews, Analysen. Musikverlag Ries & Erler, Berlin 2016, ISBN 978-3-87676-028-5.
- DEFA-Film gedreht in Thüringen. Landeszentrale für politische Bildung Thüringen, Erfurt 2019, ISBN 978-3-946939-47-4.
- Inszenierte Realität. DEFA-Spielfilme als Quelle zeitgeschichtlicher Deutung. Bertz + Fischer Verlag, Berlin 2020, ISBN 978-3-86505-417-3.